# Lerchea sinica
Lerchea sinica är en måreväxtart som först beskrevs av Hsien Shui Lo, och fick sitt nu gällande namn av Hsien Shui Lo. Lerchea sinica ingår i släktet Lerchea och familjen måreväxter. Inga underarter finns listade i Catalogue of Life.